# الوارهای بازیافتی
الوار بازیافتی، چوب به عمل آمده‌است که از چوب‌های بکر و اولیه برای مصارف دیگر بازیافت می‌شود. بیشتر الوارهای بازیافتی از کنده‌ها و تخته‌های بدست آمده از طویله‌های قدیمی، کارخانه‌ها و انبارها به دست می‌آید. هر چند که برخی از شرکت‌ها چوب‌ها را از ساختارهای جدیدتری مانند واگن باری معادن زغال‌سنگ و بشکه‌های شراب به دست می‌آورند. الوارهای قدیمی و بازیافتی عمدتاً به عنوان دکوراسیون ساختمان‌های مسکونی به کار می‌روند، به طور مثال به عنوان دیوار پوش، دیتیل‌های اجرایی، کابینت، مبلمان و پارکت و کفپوش و ... .